# Пінгвіни містера Поппера
«Пінгвіни містера Поппера» (англ. Mr. Popper's Penguins) — американська кінокомедія 2011 року, вільна екранізація однойменної дитячої книжки 1938 року. Режисер стрічки — Марк Вотерс, в головній ролі грає Джим Керрі. 
Прем'єра фільму в США відбулася 17 червня 2011 року, в Україні — 7 липня того ж року. Фільм отримав неоднозначні відгуки критиків, але при бюджеті в 55 млн доларів зміг заробити більше 187 млн в прокаті.

## Сюжет
Том Поппер — успішний девелопер нерухомості на Мангеттені. Він живе у дорогій квартирі на Парк-авеню, а незабаром стане партнером однієї престижної компанії. Проте його життя сильно змінюється, коли він отримує у спадок від свого покійного батька шість живих пінгвінів. Спочатку птахи Тому не до вподоби. Через них він має проблеми з законом і ризикує втратити роботу, а його апартаменти перетворюються на засніжену оселю. Проте згодом Том зближується з пінгвінами, через що також покращуються його стосунки з колишньою дружиною та дітьми.

## У ролях
- Джим Керрі — Том Поппер
- Карла Гуджино — Аманда Поппер
- Мадлен Керролл — Дженні Поппер
- Максвелл Перрі Коттон — Біллі Поппер
- Анджела Ленсбері — місіс Сельма ван Ганді
- Офелія Ловібонд — Піппі Пепенополіс
- Джефрі Тембор — містер Греммінс
- Домінік Кьянезе — Рідер
- Кларк Грегг — Нет Джонс
- Джеймс Таппер — Рік
- Девід Крамхолц — Кент
- Десмін Борхес — Деріл
- Філіп Бейкер Голл — Франклін
- Вільям Чарльз Мітчелл — Єйтс

### Український дубляж
Фільм дубльовано українською мовою в 2011 році студією «Постмодерн». Відповідальна за переклад тексту — Тетяна Коробкова, режисер дублювання — Костянтин Лінартович. Дублювали ролі наступні актори:
- Том Поппер — Дмитро Вікулов
- Аманда — Ірина Яценко
- Нет — Михайло Кришталь
- Дженні — Валерія Туловська
- Біллі — Владислав Туловський
- Піппі — Ганна Кузіна
- Гремінс — Юрій Висоцький
- Єйтс — Василь Мазур

## Відгуки критиків
На агрегаторі рецензій Rotten Tomatoes рейтинг схвалення фільму кінокритиками на основі 142 відгуків становить 47% із середньою оцінкою 5,2/10. Консенсус вебсайту стверджує: «Могло бути й гірше, але мало би бути краще. Надзвичайно лагідний і цілком передбачуваний фільм». На порталі Metacritic стрічка отримала 53 бали зі 100 на основі рецензій 30 критиків. Глядачі, опитані CinemaScore, дали фільму середню оцінку «A−» за шкалою від A+ до F.